# ニューヨーク三部作
ニューヨーク三部作（The New York Trilogy）とは、ポール・オースターの小説『ガラスの街』『幽霊たち』『鍵のかかった部屋』の総称。

## 共通点
ニューヨークを舞台とし、探偵（または、人探しを運命付けられた人間）が、自分のドッペルゲンガーを探しているような感覚に襲われるのが、三作の共通点。ちなみに、これらの後に書かれた『リヴァイアサン』も同種の趣向の作品である。

## 評価
「アヴァン・ポップ」という概念の提唱者の一人として知られる文芸評論家ラリイ・マキャフリイは、二十世紀の英語圏フィクション文学作品100選で、この三部作を一まとめにして、69位に位置づけた。

## 翻訳
- City of glass 1985年
  - シティ・オヴ・グラス 山本楡美子,郷原宏訳 角川書店 1989 のち文庫
  - シティ・オブ・グラス（デビッド・マッズケリによる漫画化）1995年 森田由美子訳 講談社　ISBN 4062076403
  - ガラスの街 2009年 柴田元幸訳 新潮社 ISBN 9784105217136
- 幽霊たち 1989年 柴田元幸訳 新潮社　のち文庫
- 鍵のかかった部屋 1989年 柴田元幸訳 白水社　のち白水Uブックス　ISBN 4560044562

## 洋書
- フェイバー・アンド・フェイバー社（英語版）が三部作を一まとめにして刊行している[2]。